# Düsseldorfer EG
Le Düsseldorfer EG est un club de hockey sur glace professionnel allemand évoluant dans le championnat d'Allemagne de hockey sur glace (DEL). Basé à Düsseldorf, il est l'un des plus prospères clubs de l'histoire du hockey sur glace allemand.

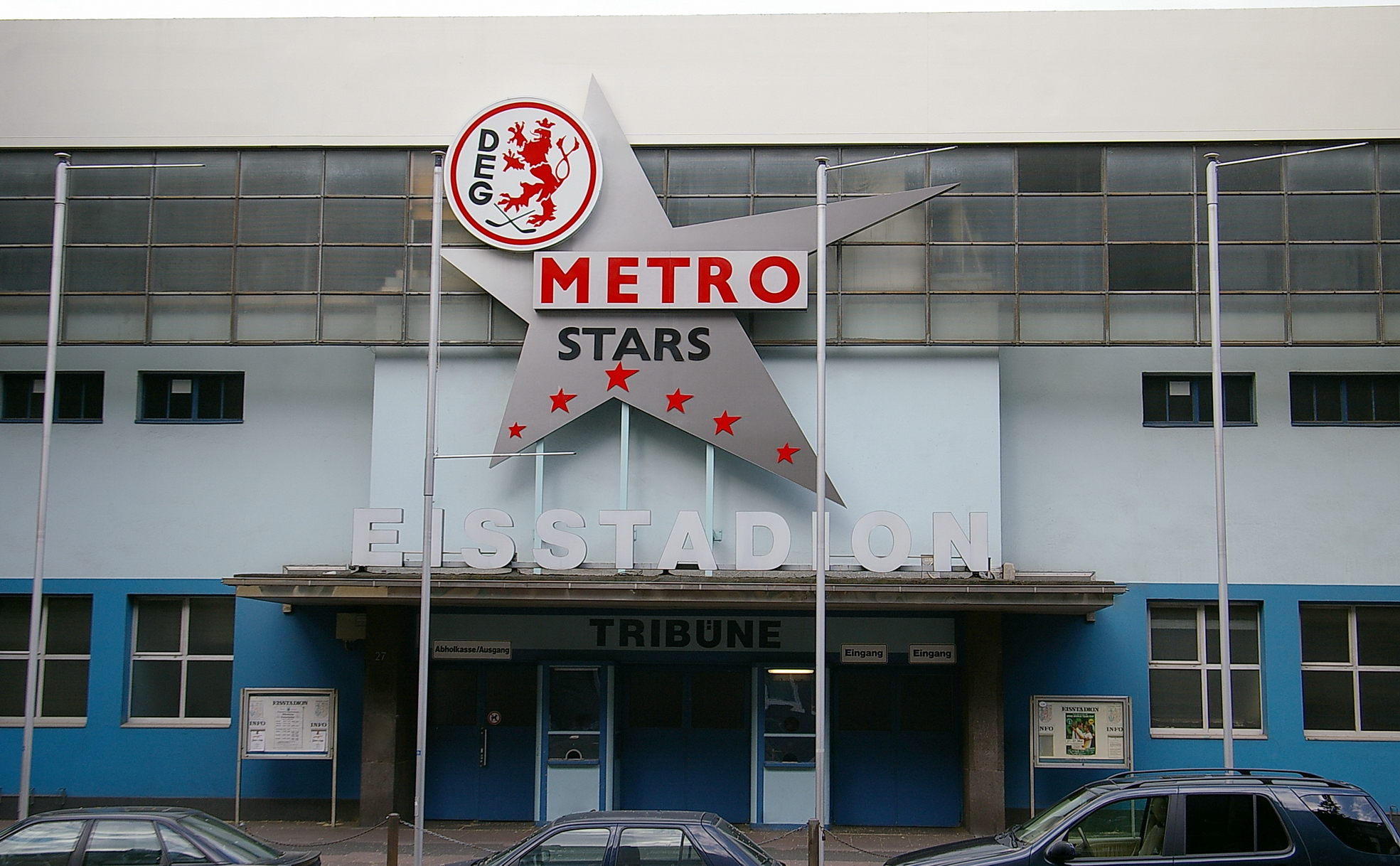
DEG Metro Stars (2001-2012)

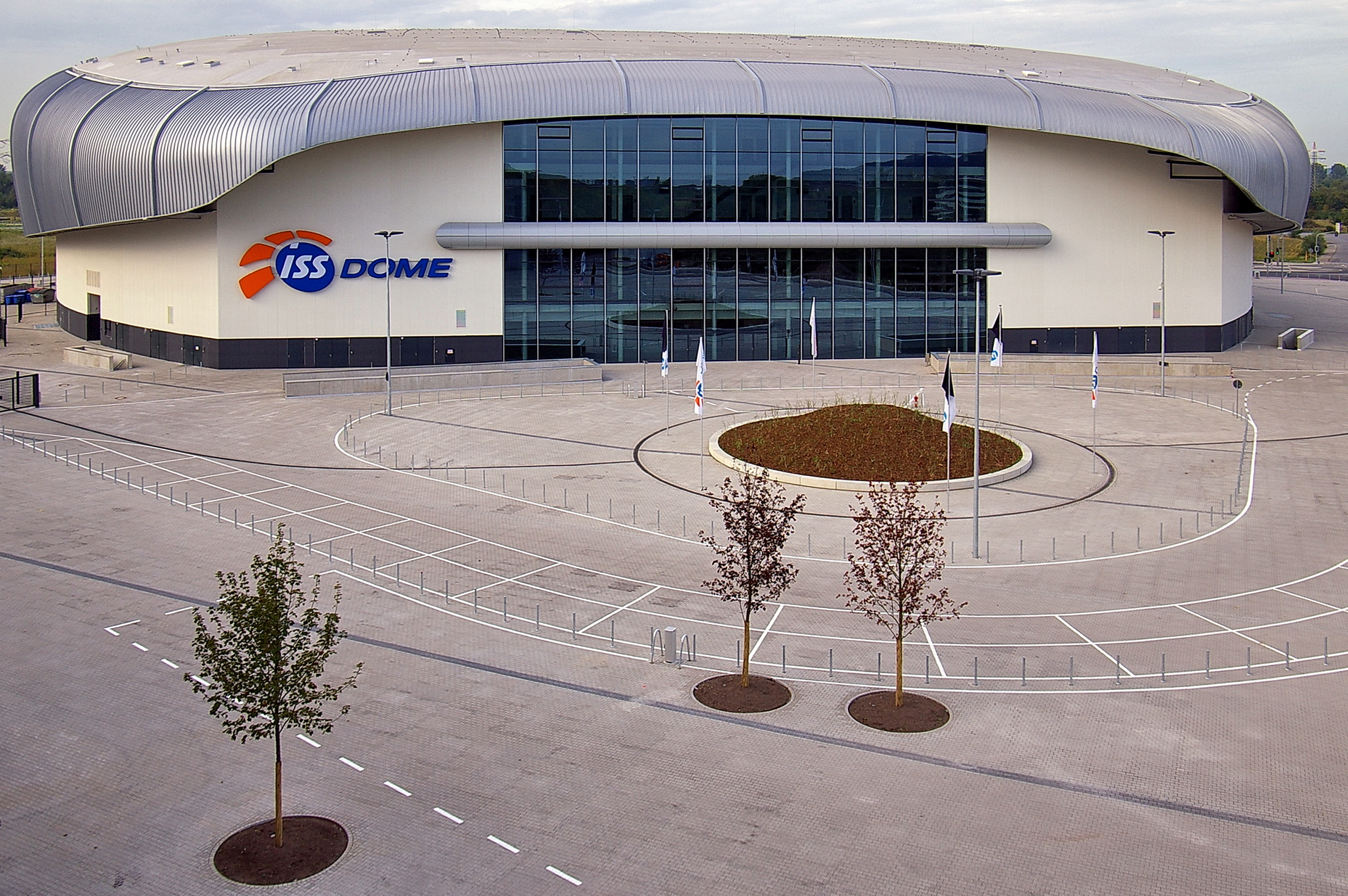
PSD Bank Dome.

Il fut fondé le 8 novembre 1935 sous le nom de Düsseldorfer Eislauf Gemeinschaft (DEG), le club portait le nom de DEG Metro Stars, renvoyant à son sponsor principal de 2001 à 2012.
Le 30 décembre 1991, Düsseldorf s'incline dans la finale de la Coupe d'Europe 2-7 face au Djurgårdens IF.
Depuis 2006, l'équipe joue ses matchs à domicile au PSD Bank Dome à Düsseldorf-Rath. Auparavant, et depuis 1935, les matchs se jouaient à la patinoire de la Brehmstraße.
Le Düsseldorfer EG a été champion d'Allemagne à huit reprises et est le seul club à avoir été champion d'Allemagne quatre fois de suite depuis la création de la Bundesliga en 1958 et du DEL en 1994 (1990-1993).

## Palmarès
- Championnat d'Allemagne D1 (8) :
  - 1967, 1972, 1975, 1990, 1991, 1992, 1993, 1996
- Championnat d'Allemagne D2 (1) :
  - 2000
- Coupe d'Allemagne (1) :
  - 2006

## Joueurs

### Numéros retirés
- 10. Chris Valentine
- 12. Peter-John Lee
- 13. Walter Köberle
- 80. Robert Müller